# Gal Szisz
Gal Szisz, hebr. גל שיש (ur. 28 stycznia 1989 w mieście Bat Jam w Izraelu) – izraelski piłkarz, grający na pozycji obrońcy.

## Kariera piłkarska

### Kariera klubowa
Wychowanek klubu Hapoel Tel Awiw, w barwach którego w 2007 rozpoczął karierę piłkarską. 16 sierpnia 2012 podpisał 2-letni kontrakt z belgijskim klubem League Pro Waasland-Beveren. 31 sierpnia 2013 jako wolny agent zasilił skład ukraińskiego pierwszoligowego zespołu Wołyń Łuck. Po wygaśnięciu kontraktu w grudniu 2015 opuścił wołyński klub. W lutym ponownie został piłkarzem Hapoelu Tel Awiw.

## Kariera reprezentacyjna
W reprezentacji Izraela zadebiutował 12 października 2012 roku w wygranym wyjazdowym 6:0 meczu towarzyskim z Luksemburgiem. Wcześniej bronił barw młodzieżowej i juniorskich reprezentacji U-17, U-18 i U-19.

## Sukcesy klubowe
- mistrz Izraela: 2010
- zdobywca Puchar Izraela: 2010, 2011, 2012